# Norbert Egger (Musiker)

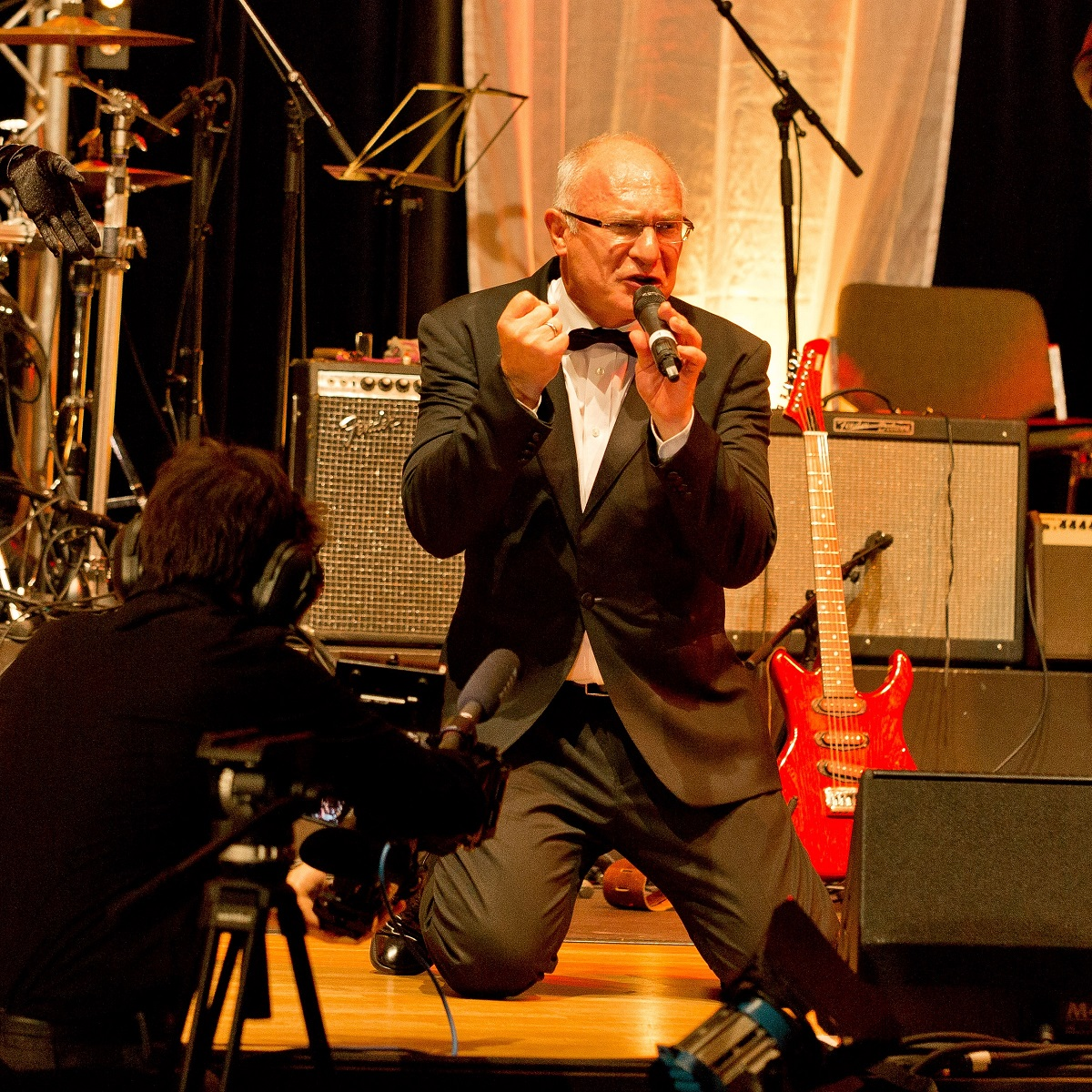
Norbert Egger (2016)

Norbert Egger (* 14. Oktober 1956 in Rielasingen) ist ein deutscher Bluesmusiker, Buchautor, Radiomoderator und Unternehmer.

## Werdegang
1968 hörte Egger im Radio Aufnahmen von B. B. King und Muddy Waters. Dieses Erlebnis und die Lektüre eines Buches von Nat Hentoff über Blues und Jazz sowie die Beiträge des Musikjournalisten Joachim-Ernst Berendt begeisterten ihn für den Blues. Er kaufte eine Blues Harp und eine Gitarre und brachte sich das Spielen selbst bei.
Nach dem Abitur in Singen (1975) war er bis 1981 Zeitsoldat der Bundeswehr, zuletzt im Rang eines Offiziers.
1979 war Norbert Egger in Hamburg Mitgründer der Band City Blues Connection, die er als sein musikalisches Hauptprojekt betrachtet. In dieser Formation wirkt er als Leadsänger und Slide-Gitarrist. Er gab mit ihr in den 1980er Jahren viele Club-Konzerte, beispielsweise im Onkel Pö und trat auf Festivals auf, unter anderem beim Tanz auf dem Vulkan, einen Musik-Event der Anti-Atomkraft-Bewegung in Gorleben mit 10.000 Besuchern. Der German Blues Circle, ein damals wichtiges Musikmedium für Blues in Deutschland, hatte Eggers Spiel der Slide-Gitarre bereits ein Jahr zuvor als führend in Deutschland gelobt. Als Leader dieser Band hat er zwischen 1979 und 2019 sechs Alben – eines davon mit Louisiana Red – und ein Doppelalbum herausgebracht, zudem einige EPs und Singles. Seit 1982 ist er auch Macher des Sideprojekts Natual Blues, das 2021 zwei Alben veröffentlichte. Einige EPs kommen hinzu.
Zwischen 1985 und 2015 trat Egger nur sporadisch auf. Als Grund dafür nannte er persönliche Rückschläge. Dazu zählten ein Diebstahl von Instrumenten und Equipment seines mobilen Tonstudios oder Konflikte mit Versicherern, Musikmanagern und Musikproduzenten.
Ab 2015 nahmen die musikalischen Aktivitäten wieder zu. Egger probte und trat erneut mit City Blues Connection auf, die er zu einer Rhythm and Blues Big Band von rund 20 Musikern ausbaute.

## Unternehmerische Tätigkeiten
Nach Informatik-Aufgaben beim Schweizer Unternehmen Geberit arbeitete er von 1999 bis 2001 als Verwaltungsratsmitglied und Geschäftsführer des Beratungshauses IIT Application & Business Services AG (IIT AG). Im Jahr 2000 zählte Egger zu den Mitgründern von CubeServ, einer Schweizer Unternehmensgruppe für Business Analytics; 2001 wurde die CubeServ AG, die aus der IIT AG hervorging, in das Handelsregister eingetragen. Das Unternehmen hat in Österreich, Deutschland und Kroatien Tochtergesellschaften. 2016 schied Egger aus der Leitungsverantwortung der Unternehmensgruppe aus, blieb aber Mitglied im Verwaltungsrat.
2012 gründete er eine Familienholding (Familie Egger Holding AG), dort fungiert er seit 2015 als stellvertretender Verwaltungsratspräsident. 2015 gründete er zudem die AAA Culture GmbH. Sie befasst sich im Bereich Musik und Literatur mit Produktion, Vertrieb, Live-Aufführungen und Eventorganisation. Ferner ist er Aufsichtsratsvorsitzender des 2018 gegründeten Recruiting-Unternehmens Pitch Club AG.

## Autor
Basierend auf seiner Informatik-Tätigkeit hat Norbert Egger eine Reihe von Fachbüchern zu Business Analytics unter SAP veröffentlicht. Sie behandeln unter anderem Analyse, Reporting, Datenmodellierung, Datenbeschaffung, Planung und Simulation, Business Intelligence und Corporate Performance Management.
Als Herausgeber war er bei einem Buch von Michael Fuchs-Gamböck tätig, ferner bei einer Biografie über Robert Johnson.

## Radiomoderator
Egger arbeitet auch als Radiomoderator. Er produziert und moderiert eine regelmäßige Sendung über Blues. Sie wird von verschiedenen Radiostationen ausgestrahlt, überwiegend von Freien Radios.

## Bücher (Auswahl)

### Autor
- zusammen mit Jens Rohlf, Jörg Rose: Reporting mit SAP NetWeaver BI, Galileo Press, Bonn 2009, ISBN 978-3-8362-1354-7.
- Reporting und Analyse mit SAP BusinessObjects, Galileo Press, Bonn 2009, ISBN 978-3-8362-1380-6.
- Corporate-Performance-Management mit SAP, Galileo Press, Bonn, Boston 2008, ISBN 978-3-89842-759-3.
- SAP business intelligence, Galileo Press, Bonn 2006, ISBN 978-3-89842-790-6.
  - SAP business intelligence, Galileo Press, Bonn, Boston 2007, ISBN 978-1-592-29082-6.
- SAP BW Datenbeschaffung, Galileo Press, Bonn 2005, ISBN 978-3-89842-536-0.
  - (en) SAP BW data retrieval. Mastering the ETL process, Fort Lee, Bonn 2006, ISBN 978-1-592-29044-4.
- SAP BW – Planung und Simulation, Galileo Press, Bonn 2005, ISBN 978-3-89842-538-4.
- SAP BW – Reporting und Analyse, Galileo Press, Bonn 2005, ISBN 978-3-89842-537-7.
  - (en) SAP BW reporting and analysis, Galileo Press, Fort Lee, Bonn 2006, ISBN 978-1-59229-045-1.
- SAP BW Datenbeschaffung, Galileo Press, Bonn 2005, ISBN 978-3-89842-536-0.
- zusammen mit Jean-Marie Fiechter, Jens Rohlf: SAP BW Datenmodellierung, Galileo Press, Bonn 2004, ISBN 978-3-89842-535-3.
  - (en) SAP BW data modeling, Galileo Press, Fort Lee, Bonn 2005, ISBN 1-59229-043-4.
- Praxishandbuch SAP BW 3.1, Galileo Press, Bonn 2003, ISBN 978-3-89842-371-7.
  - (en) SAP BW professional. Tips and tricks for dealing with SAP business information warehouse. Galileo Press, New York, Bonn 2004, ISBN 1-59229-017-5.

### Herausgeber
- Gerd Hufnagel, Chris Holzer: Boogiedogs, AAA Culture, Schönau am Königssee 2020, ISBN 978-3-9817363-4-2.
- Michael Fuchs-Gamböck: Er hatte sie alle! 50 Geschichten aus 25 Jahren Rock 'n' Roll-, Rock- & Pop-Abenteuer, AAA Culture, Schönau am Königssee 2019, ISBN 978-3-9817363-1-1.
- Tom Graves: Crossroads. Robert Johnson. Leben, Mythos und Bedeutung, AAA Culture, Schönau am Königssee 2019, ISBN 978-3-9817363-2-8.